# Nerilla marginata
Nerilla marginata är en ringmaskart som beskrevs av Tilzer 1970. Nerilla marginata ingår i släktet Nerilla och familjen Nerillidae. Inga underarter finns listade i Catalogue of Life.